# Alexandre-Jean Dubois-Drahonet
Alexandre-Jean Dubois-Drahonet, né le 23 décembre 1790 à Paris et mort le 30 août 1834 à Versailles, est un peintre français.

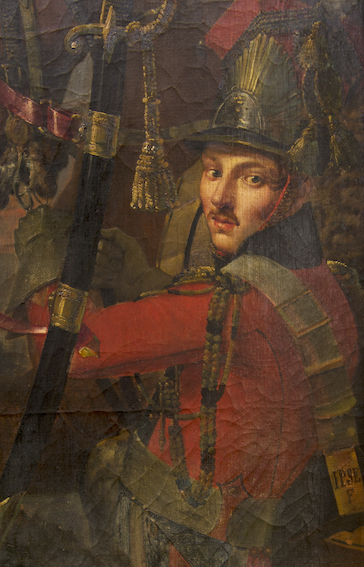
Autoportrait d'Alexandre-Jean Dubois Drahonet, détail du portrait en pied du colonel-major baron Charles-Marie-Joseph Dubois des lanciers rouges (1813-1814), Écaussines-Lalaing, Belgique, fondation van der Burch.

## Biographie
Alexandre-Jean Dubois est le fils de Claude Jacques Dubois et d'Angélique Victoire Gallet.
Il épouse Élisabeth Cornelia Drahonet, fille du peintre Pierre Drahonet (1761-1817).
En 1832, il est chargé par Guillaume IV de peindre une centaine de tableaux illustrant l'uniforme de l'armée britannique.
Il meurt à son domicile à Versailles le 30 août 1834.

Œuvres d'Alexandre-Jean Dubois-Drahonet
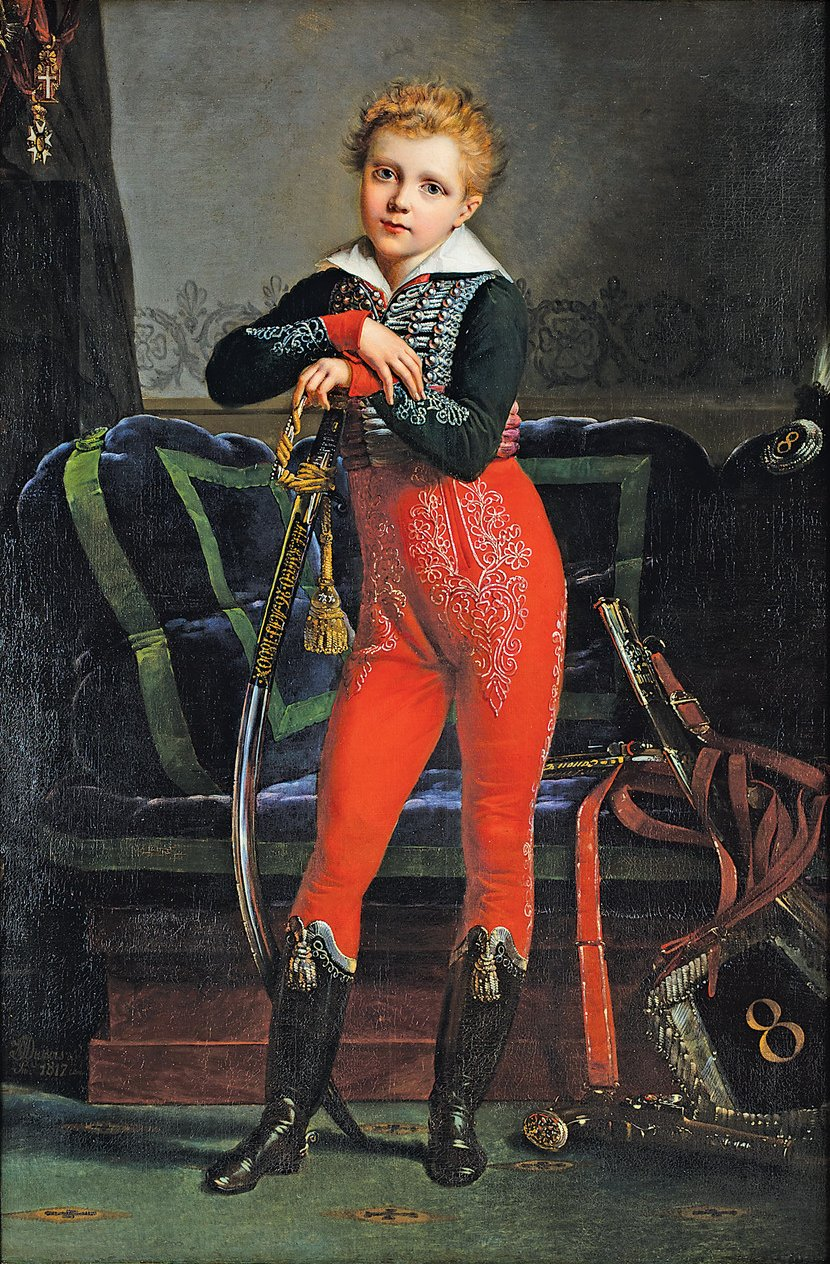
Portrait d'Achille Deban de Laborde (1817), Williamstown, Clark Art Institute.
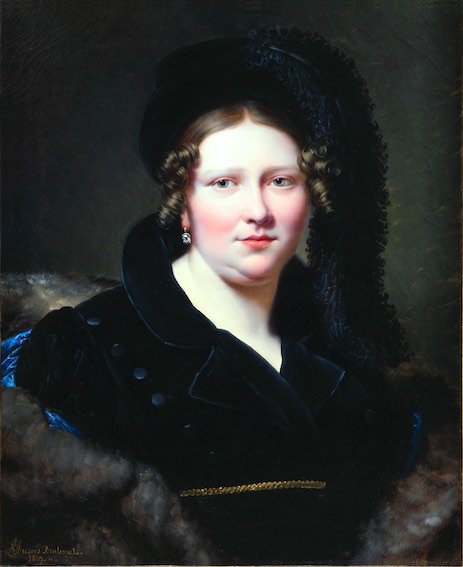
Madame Gest (1819), Vienne, Autriche, collection particulière.
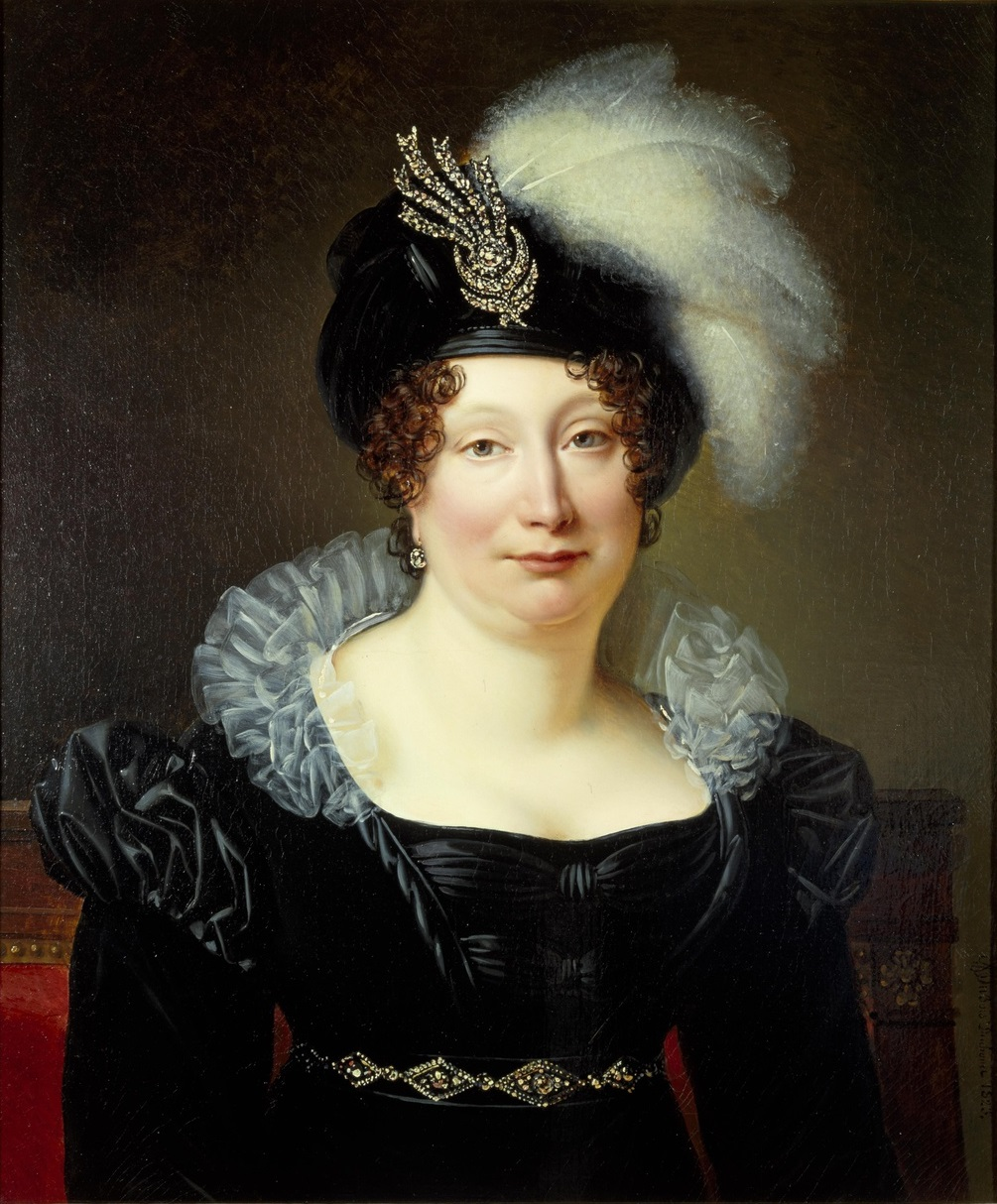
Helena Margaretha van Dielen (1823), Utrecht, Centraal Museum.
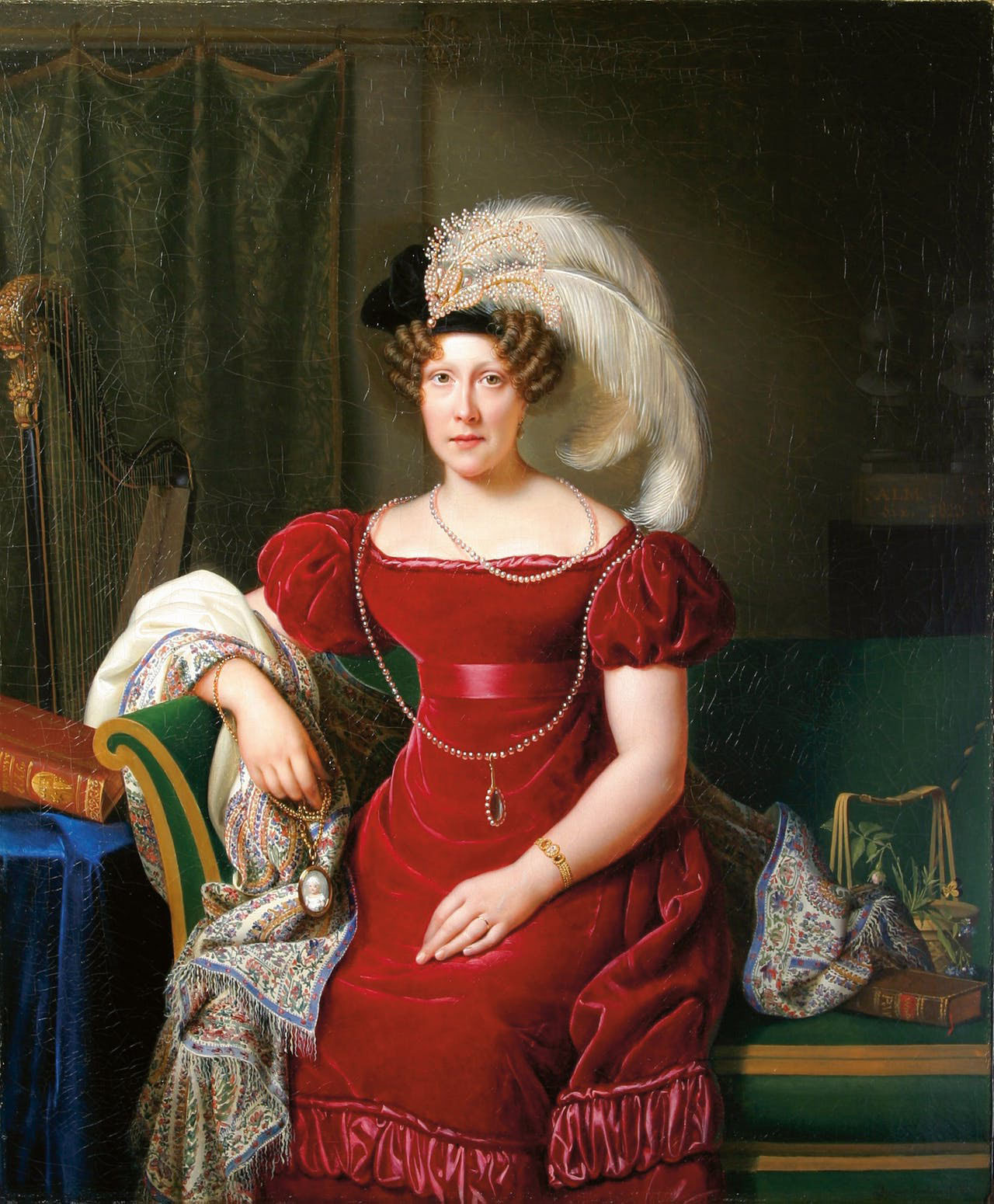
Portrait de Lucretia Johanna van Winter (1825), Amsterdam, Collection Six.
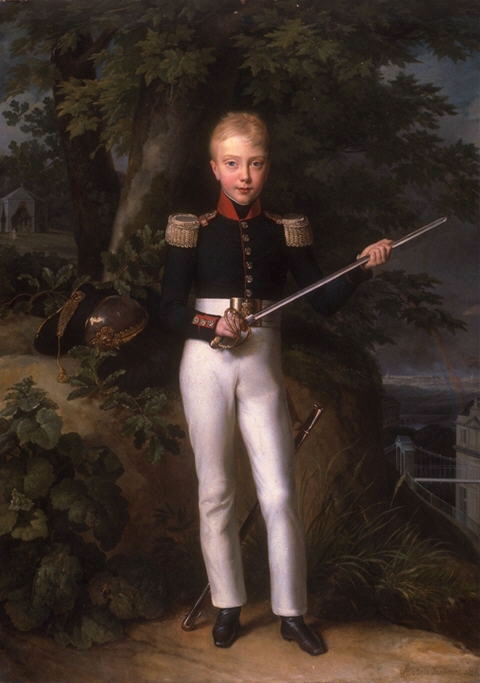
Portrait du duc de Bordeaux (vers 1828), musée des Beaux-Arts de Bordeaux.
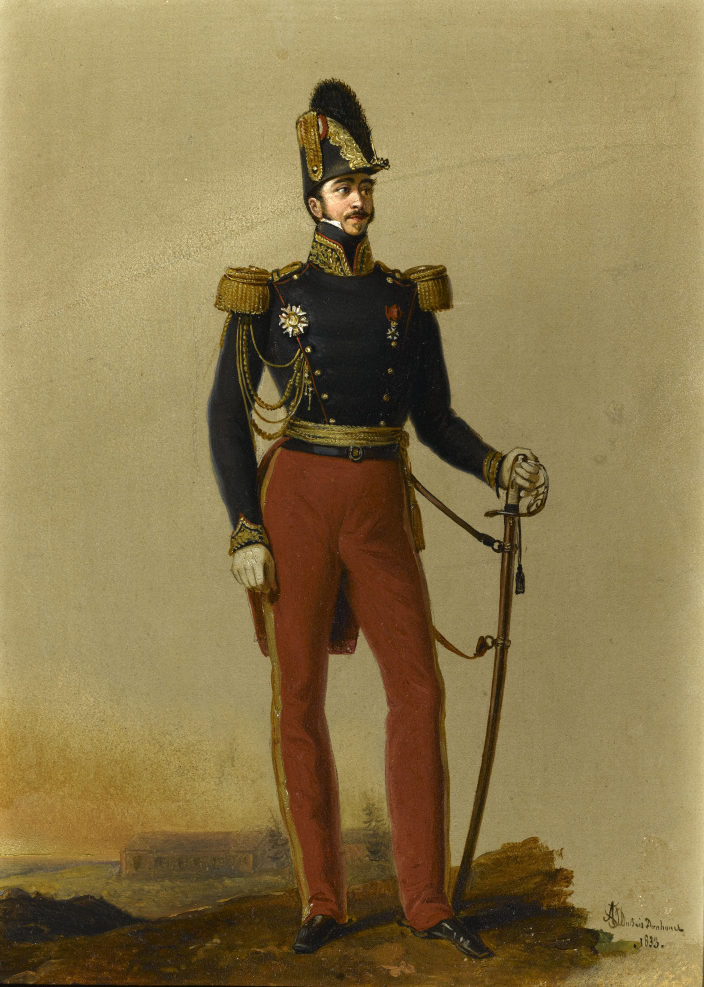
Le Général-baron Gaspard Gourgaud, musée napoléonien de l'île d'Aix.

## Expositions
- Alexandre-Jean Dubois-Drahonet, un talent retrouvé, Versailles, musée Lambinet, du 25 novembre 2023 au 25 février 2024[3].